# Нацистські окупаційні медалі
Окупаційні медалі — назва серії нагород, які вручалися в нацистській Німеччині в міжвоєнний період за приєднання територій, населених етнічними німцями. Серія складалася з трьох нагород: медалі «В пам'ять 13 березня 1938» (так звана «Аншлюс-медаль»), медалі «В пам'ять 1 жовтня 1938» (так звана «Судетська медаль») і «В пам'ять 22 березня 1939» (так звана «Мемельска медаль»).
На аверсі (з лицьового боку) всіх медалей зображувалася алегорична композиція: одна людина атлетичної статури із прапором в руках (Німеччина) допомагає іншій людині також атлетичної статури піднятися на постамент, що символізує велич Німеччини і всіх німців. А ось зворотний бік всіх медалей відрізняється.

## Статистика
Медалями нагороджувалися солдати та офіцери Вермахту та військ СС, партійні функціонери, чиновники, місцеві жителі областей, які брали участь у приєднанні території до Третього рейху. Для осіб, які вже були нагороджені медаллю «В пам'ять 1 жовтня 1938» і які активно брали участь у створенні Протекторату Богемії та Моравії, 1 травня 1939 була заснована спеціальна бронзова пластинка-пряжка розміром 31х11 мм із зображенням Празького замку, яка кріпилася до стрічки медалі.
| Стрічка медалі | Назва медалі                                                                                                | Подія, на честь якого заснована медаль | Дата заснування медалі           | Дата першого нагородження медаллю | Дата останнього нагородження медаллю | Число нагороджених, осіб                       | Напис на зворотному боці медалі | Додатково |
| -------------- | --- | -------------------------------------- | -------------------------------- | --------------------------------- | ------------------------------------ | ---------------------------------------------- | --- | --- |
|                | В пам'ять 13 березня 1938 (нім. Die Medaille zur Erinnerung an den 13. März 1938)                           | Аншлюс Австрії                         | 1 травня 1938                    | 1 травня 1938                     | 13 грудня 1940                       | 318 689                                        | 13. März 1938 Ein Volk, Ein Reich, Ein Führer (13 березня один народ, одна держава (одна імперія), один вождь)                                               | |
|                | В пам'ять 1 жовтня 1938 (нім. Die Medaille zur Erinnerung an den 1. Oktober 1938)                           | Приєднання Судетської області          | 18 жовтня 1938 (1 травня 1939) * | 18 жовтня 1938                    | 1 грудня 1939                        | 1 162 617 медалей і 134 563 пластинок-пряжок * | 1. Oktober 1938 Ein Volk, Ein Reich, Ein F ührer (1 жовтня 1938 Один народ, одна держава (одна імперія), один вождь)                                         | Для осіб, нагороджених медаллю, що брали активну участь у створенні Протекторату Богемії та Моравії, 1 травня 1939 була заснована спеціальна бронзова пластинка-пряжка розміром 31 × 11 мм для кріплення до стрічки медалі. |
|                | В пам'ять 22 березня 1939 (нім. Die Medaille zur Erinnerung an die Heimkerhr des Memellandes 22. März 1939) | Приєднання Мемеля до Німеччини         | 1 травня 1939                    | 1 травня 1939                     | грудні 1940                          | 31 322                                         | Zur Erinnerung an die Heimkehr des Memellandes 22. März 1939 (3a повернення Мемельской області 22 березня 1939). Напис обвивається вінком із дубового листя. | |

## Галерея

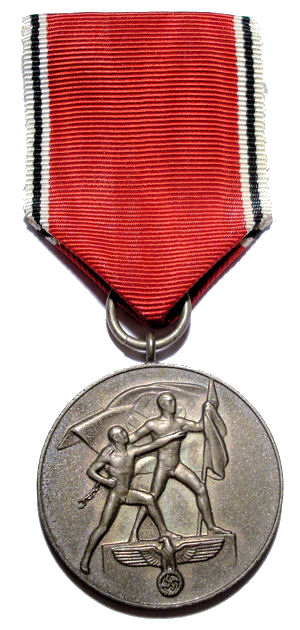
Медаль «У пам'ять 13 березня 1938 року». Лицьовий бік
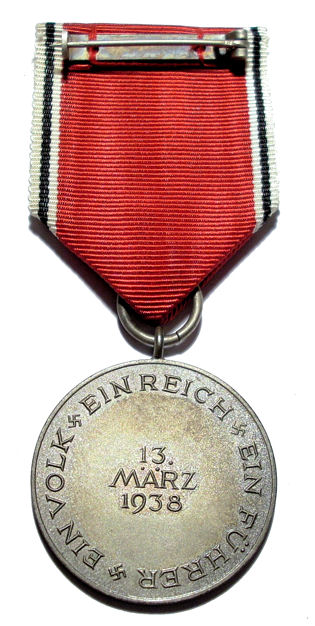
Медаль «У пам'ять 13 березня 1938 року». Зворотний бік
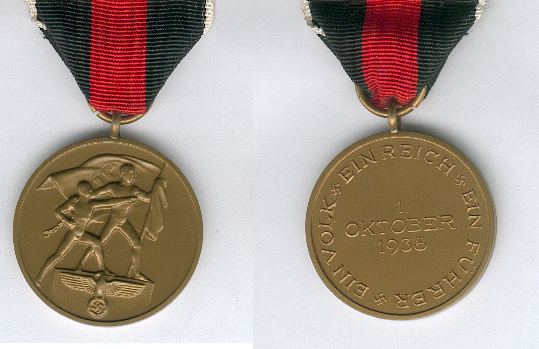
Медаль «В пам'ять 1 жовтня 1938». Ліворуч — лицьовий бік, праворуч — зворотний бік.
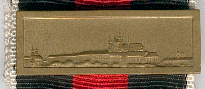
Бронзова пряжка до стрічки медалі «В пам'ять 1 жовтня 1938» з Празьким замком.
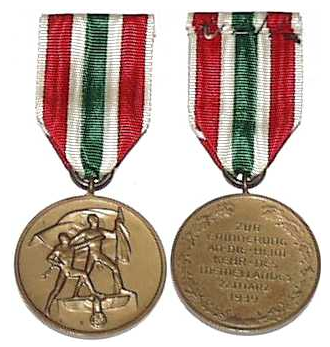
Медаль «В пам'ять 22 березня 1939 року». Ліворуч — лицьовий бік, праворуч — зворотний бік.